# Listă de filme britanice din 2003
Aceasta este o listă de filme britanice din 2003:

## Lista
| 2003                                |                      |                                                                                       |                      |                                                    |
| 16 Years of Alcohol                 | Richard Jobson       | Kevin McKidd, Iain De Caesteker, Susan Lynch                                          | Drama                |                                                    |
| The Actors                          | Conor McPherson      | Michael Caine, Dylan Moran                                                            | Comedy/Crime         |                                                    |
| Baltic Storm                        | Reuben Leder         | Greta Scacchi, Jürgen Prochnow                                                        | Thriller             | Co-production with Germany                         |
| Blackball                           | Mel Smith            | Paul Kaye, Alice Evans                                                                | Comedy               |                                                    |
| Bollywood Queen                     | Jeremy Wooding       | Preeya Kalidas, James McAvoy                                                          | Musical              |                                                    |
| Bright Young Things                 | Stephen Fry          | Emily Mortimer, Stephen Campbell Moore                                                | Period drama         |                                                    |
| Calendar Girls                      | Nigel Cole           | Julie Walters, Helen Mirren                                                           | Drama                |                                                    |
| Code 46                             | Michael Winterbottom | Tim Robbins, Samantha Morton                                                          | Science fiction      |                                                    |
| Cold Mountain                       | Anthony Minghella    | Jude Law, Nicole Kidman, Ray Winstone                                                 | War                  | Co-production with Romania, Italy and US           |
| Devil's Gate                        | Stuart St. Paul      | Laura Fraser, Callum Blue                                                             | Drama                |                                                    |
| Festival Express                    | Bob Smeaton          | Janis Joplin, Grateful Dead, The Band                                                 | Documentary          |                                                    |
| Game Over: Kasparov and the Machine | Vikram Jayanti       | Garry Kasparov                                                                        | Documentary          |                                                    |
| Girl with a Pearl Earring           | Peter Webber         | Colin Firth, Scarlett Johansson, Tom Wilkinson                                        | Drama                |                                                    |
| The Gospel of John                  | Philip Saville       | Henry Ian Cusick, Stuart Bunce                                                        | Biblical             |                                                    |
| The Heart of Me                     | Thaddeus O'Sullivan  | Helena Bonham Carter, Paul Bettany                                                    | Period drama         |                                                    |
| Hope Springs                        | Mark Herman          | Colin Firth, Minnie Driver                                                            | Comedy               |                                                    |
| Imagining Argentina                 | Christopher Hampton  | Antonio Banderas, Emma Thompson                                                       | Drama                |                                                    |
| Imperium: Augustus                  | Roger Young          | Peter O'Toole, Charlotte Rampling                                                     | Drama                |                                                    |
| In This World                       | Michael Winterbottom | Jamal Udin Torabi, Enayatullah                                                        | Drama                |                                                    |
| Johnny English                      | Peter Howitt         | Rowan Atkinson, John Malkovich                                                        | Spy/Comedy           |                                                    |
| Kiss of Life                        | Emily Young          | Gemma Jones                                                                           | Drama                | Screened at the 2003 Cannes Film Festival          |
| The Last Horror Movie               | Julian Richards      | Kevin Howarth, Mark Stevenson                                                         | Horror               |                                                    |
| Love Actually                       | Richard Curtis       | Alan Rickman, Bill Nighy, Emma Thompson, Ant & Dec                                    | Romance              |                                                    |
| The Mother                          | Roger Michell        | Anne Reid, Peter Vaughan, Daniel Craig                                                | Drama                |                                                    |
| Monsieur N.                         | Antoine de Caunes    | Philippe Torreton, Richard E. Grant                                                   | Historical           | Co-production with France                          |
| Owning Mahowny                      | Richard Kwietniowski | Philip Seymour Hoffman, Minnie Driver, John Hurt                                      | Drama                | Co-production with Canada                          |
| Peter Pan                           | P.J. Hogan           | Jeremy Sumpter, Jason Isaacs                                                          | Family               | Co-production with Australia and the United States |
| The Reckoning                       | Paul McGuigan        | Paul Bettany, Marián Aguilera, Trevor Steedman                                        | Mystery              |                                                    |
| Revengers Tragedy                   | Alex Cox             | Christopher Eccleston, Derek Jacobi                                                   | Drama                |                                                    |
| Seeing Double                       | Nigel Dick           | Tina Barrett, Jon Lee, Bradley McIntosh, Jo O'Meara, Hannah Spearritt, Rachel Stevens | Comedy/Drama/Musical |                                                    |
| A Short Film About John Bolton      | Neil Gaiman          | John O'Mahony, Marcus Brigstocke                                                      | Mockumentary         |                                                    |
| The Statement                       | Norman Jewison       | Michael Caine, Tilda Swinton, Jeremy Northam                                          | Drama                |                                                    |
| Sylvia                              | Christine Jeffs      | Gwyneth Paltrow, Daniel Craig                                                         | Biopic               |                                                    |
| The Tesseract                       | Oxide Pang           | Jonathan Rhys-Meyers, Saskia Reeves                                                   | Drama                |                                                    |
| This is Not a Love Song             | Bille Eltringham     | Michael Colgan, David Bradley, John Henshaw                                           | Thriller             |                                                    |
| To Kill a King                      | Mike Barker          | Tim Roth, Dougray Scott                                                               | Historical           |                                                    |
| Touching the Void                   | Kevin MacDonald      | Brendan Mackey, Nicholas Aaron, Ollie Ryall                                           | Documentary          |                                                    |
| Triads, Yardies and Onion Bhajees   | Sarjit Bains         | Dave Courtney, Manish Patel                                                           | Crime/Thriller       |                                                    |
| The Trouble with Men and Women      | Tony Fisher          | Joseph McFadden, Kate Ashfield                                                        | Drama                |                                                    |
| The Tulse Luper Suitcases           | Peter Greenaway      |                                                                                       |                      | Entered into the 2003 Cannes Film Festival         |
| Wondrous Oblivion                   | Paul Morrison        | Sam Smith, Delroy Lindo                                                               | Sports               |                                                    |
| Young Adam                          | David Mackenzie      | Ewan McGregor, Tilda Swinton, Peter Mullan                                            | Thriller/Drama       |                                                    |